# Одесько-Кримський екзархат УГКЦ
Одесько-Кримський екзархат — екзархат Української греко-католицької церкви з осідком в Одесі. Екзархат був заснований 28 липня 2003 року. З 28 вересня 2003 року до 13 лютого 2014 року екзархом був Василь (Івасюк).

## Опис
Екзархат охоплював Одеську, Миколаївську, Херсонську і Кіровоградську області та Автономну Республіку Крим.
2002 рік — рішенням Синоду єпископів УГКЦ був утворений Одесько-Кримський Екзархат Української Греко-Католицької Церкви. 
19 жовтня 2003 року екзарх Василь (Івасюк) відслужив в Одесі свою першу архієрейську Божественну Літургію.
11 грудня 2005 року Блаженніший Любомир (Гузар) посвятив в місті Одесі храм св. Андрія Первозванного, який став катедральним храмом Одесько-Кримського Екзархату.
13 лютого 2014 року утворені Одеський і Кримський екзархат шляхом виокремлення їх з дотеперішнього Одесько-Кримського екзархату.

## Адміністративний поділ
До складу Екзархату до 13 лютого 2014 року входило 5 деканатів: Одеський, Миколаївський, Херсонський, Кіровоградський та Кримський.